# Krishnapur, Basavana Bagevadi
Krishnapur là một làng thuộc tehsil Basavana Bagevadi, huyện Bijapur, bang Karnataka, Ấn Độ.